# Shurta
Shurṭa: (árabe: شرطة) es el término árabe común para la policía. Su significado literal es el de una fuerza "seleccionada" o de élite. La shurṭa o fuerza policial se estableció en los primeros tiempos del Califato, quizás incluso durante el califato de Uthmán ibn Affán (644-656). Durante los califatos omeya y abasí, la shurṭa tenía un poder considerable, y su líder, el ṣāḥib al-shurṭa (árabe: صاحب الشرطة), era un funcionario importante, tanto a nivel provincial como en el gobierno central.
Los deberes de la shurṭa variaban según el tiempo y el lugar: era principalmente una policía o policía secreta y una fuerza de seguridad interna y también tenía funciones judiciales, pero también se le podía confiar la represión del bandidaje y al crimen, la aplicación de la ḥisbah, los derechos de aduana e recolección de impuestos, la recolección de basura, actuar como guardaespaldas de los gobernadores, etc.
En el Este abasí, el jefe de policía también supervisó el sistema penitenciario. Shurṭa es una de las agencias y oficiales de la policía secreta de los califas abasíes, con sede en Bagdad en los siglos VIII y IX.
A mediados del siglo VIII y con buena parte de España aún bajo dominio musulmán, se produjo la creación  de este cuerpo de seguridad llamada :  la shurta andalusí, una fuerza de seguridad a cuya existencia puso fin, en el siglo XIII, el avance de la Reconquista.
A partir del siglo X, la importancia de la shurṭa declinó, junto con el poder del gobierno central: el ejército, ahora dominado por castas militares extranjeras (ghilmān o mamālīk), asumió el papel de seguridad interna, y las ciudades recuperaron cierto grado de autogobierno y se apropiaron de las tareas más locales de la shurṭa, como la de la guardia nocturna.